# Assassinato de MC Daleste
O caso MC Daleste é um caso de assassinato cuja vítima foi o cantor e compositor de funk paulista Daniel Pedreira Senna Pellegrine, conhecido como MC Daleste. O funkeiro foi assassinado com um tiro de arma de fogo na barriga, segundo a perícia, foram três disparos na noite do dia 6 de julho de 2013 em Campinas durante uma apresentação, seu óbito foi confirmado no início da madrugada de domingo no Hospital Municipal de Paulínia, para onde foi levado. Ele estava terminando a apresentação que faria em uma quermesse do CDHU San Martin, conjunto habitacional localizado no bairro São Marcos, em Campinas.
O cantor, conversava com público quando foi alvejado. Uma pessoa que estava no local filmando o evento registrou o momento em que o jovem foi baleado. Ele chegou a ser levado para o centro cirúrgico, mas morreu à 0h55. O caso está sendo apresentado no 4º Distrito Policial da cidade. A festa era gratuita e segundo os moradores, três mil pessoas acompanhavam a apresentação. O show do funkeiro foi anunciado como atração surpresa durante a semana, em Sumaré.

## Antecedentes

### A vítima
Daniel Pedreira Senna Pellegrine, conhecido como MC Daleste, nasceu em São Paulo em 30 de outubro de 1992. Ainda jovem perdeu sua mãe, vítima de complicações de um derrame. O mais novo de três irmãos, Daniel teve uma infância simples e só estudou até a oitava série.

### Apresentação
No dia 6 de julho de 2013, Daleste se apresentava numa festa julina num CDHU, no bairro San Martin, em Campinas. Ao final da apresentação, enquanto falava com a plateia, Daleste caiu sentado no palco após um terceiro disparo que lhe atingiu pouco acima do peito. Antes, dois já haviam sido feitos, mas um foi perdido e outro passou de raspão próximo ao ombro do músico. Este último não foi percebido por Daniel, que deu continuidade à apresentação normalmente.

## Investigações
Na manhã de 7 de julho de 2013, investigadores da Divisão de Homicídios da Delegacia de Investigações Gerais ouviram testemunhas que estavam no show. O número de disparos, que partiram de um terreno baldio, não foi informado pela polícia. A polícia busca um Gol vermelho, usado pelo assassino durante a fuga. A principal linha de investigação é a de vingança. Testemunhas contaram para os policiais que, em outros shows pela região de Campinas recentemente, seguranças a serviço do cantor teriam agredido algumas pessoas.
De acordo com a perita Kawane Matias, não foi definido o ponto exato do disparo, porém afirmou que o tiro partiu de cerca de 30 a 40 metros de distância do palco. No local, encontrava-se um carro antigo abandonado, um monte de entulho e uma caixa d'água. A perita ainda afirma que o atirador é uma pessoa habilidosa, pelos vestígios, pela trajetória da bala; pelas marcas no corpo do músico, atesta ainda que uma única pessoa executou os disparos, que foram três no total, sendo que um foi perdido, um atingiu Daniel de raspão e o terceiro atinge o músico no peito, ainda segundo a perícia o atirador dirigiu-se à apresentação, unicamente para alvejar Daniel Pellegrine.
O perito Ricardo Molina de Figueiredo, contestou os métodos da polícia na reconstituição da morte do artista, e acredita que o uso de barbante para determinar a trajetória da bala, a falta de isolamento da área após o ocorrido, e o posicionamento indeterminado do palco, que foi movido e retirado do local após o fato, prejudicaram o trabalho realizado pela perícia oficial. Porém, analisando cenas gravadas pelo público presente no show onde MC Daleste foi assassinado, o mesmo Ricardo Molina, identificou um ponto luminoso partindo da direção correspondente ao local indicado pela perícia oficial, como possível localização do autor dos disparos.

## Repercussão
Na página da quermesse criada no Facebook, 2.000 pessoas tinham confirmado presença no evento. Nas redes sociais, amigos do jovem deixaram diversas mensagens de apoio e de indignação. No Twitter, as hashtags #LutoMcDaleste e #DescanseEmPazReiDoFunk chegaram a ficar entre os trendtopics por volta das 11h. Segundo o site da MTV americana, O artista foi homenageado por uma multidão de fãs, que no cemitério de Vila Formosa, cantaram músicas do funkeiro durante boa parte da cerimônia.

### Na imprensa internacional
Veículos internacionais de imprensa repercutiram a morte do cantor, a revista inglesa NME e os veículos norte-americanos Billboard, The Huffington Post, LA Times, e o NY Daily News estão entre as publicações que noticiaram o fato.
O site da revista norte-americana Billboard noticiou a morte do músico. A revista ressaltou o fato de que um dos vídeos que registrou Daniel caindo após tomar o tiro durante o show já ter sido assistido por mais de 4 milhões de pessoas até agora. O New York Daily News: O site do tabloide New York Daily News publicou a notícia sobre a morte do MC com o título "Artista de funk brasileiro é morto por tiro no meio de um show". "O Brasil, programado para sediar a próxima Copa do Mundo de 2014 e os Jogos Olímpicos de 2016 está sob os holofotes do mundo enquanto os líderes do país e forças de segurança lutam contra a violência endêmica. Gangues e tiroteios estão em descontrole no país de 200 milhões de habitantes. Na semana passada, um grupo de pessoas agrediu e decapitou um juiz de futebol que esfaqueou um jogador até a morte durante um jogo", acrescenta o site jornal na notícia sobre Daleste, em referência a duas mortes em Pio XII, no Maranhão. A revista semanal inglesa NME publicou uma nota com o título " cantor brasileiro MC Daleste morre por tiro durante show". No texto, que identifica Daleste como artista de funk e "rapper", é reproduzido um trecho da declaração do MC Lon na página de Daleste no Facebook. "Eu quero que nesse momento Deus dê forças para os familiares, amigos e fãs do meu parceiro Mc Daleste. Um cara que só queria transmitir alegria pra geral através de suas músicas. É uma pena que essa tão sonhada paz que procuramos, muitas vezes só conseguimos quando fechamos os olhos", diz o texto do amigo reproduzido na "NME".
O site norte-americano Huffington Post, em uma seção dedicada a notícias latinas, publicou no domingo (7), antes da maioria das publicações internacionais, uma nota sobre a morte do MC Daleste. Uma atualização no texto do artigo na segunda feira (8) reproduz as informações do New York Daily News sobre a violência no Brasil, também citando as duas mortes em Pio XII, no Maranhão. O Huffington Post diz  que o "U.S. Overseas Security Advisory Council", órgão do governo dos EUA que dá informações sobre destinos internacionais, classificou a violência em São Paulo como "crítica".

### Homenagens
Para homenagear e "retribuir" a mensagem deixada por MC Daleste, funkeiros de Campinas criaram uma música em homenagem ao cantor. MC Ecko, diz que escreveu "Homenagem ao Daleste" logo após o homicídio no CDHU San Martin. A música, gravada pelo MC e um grupo de amigos, foi cantada por 200 fãs que prestaram homenagem ao funkeiro no Centro de Convivência, no dia 9 de julho de 2013. Um dos responsáveis pela gravação, o produtor Alex Sandro de Castro David, conhecido como DJ Magrelo, conta que se apresentou com MC Daleste pela primeira vez em setembro de 2012, em um espaço que reuniu 2 mil pessoas na Vila Industrial. O jovem, de 22 anos, lembra que iria tocar antes do ídolo na quermesse do bairro San Martin, mas se atrasou.
Artista como MC Pocahontas, MC Rodolfinho, MC Guimê, MC Gui, MC Lon, Anitta, KondZilla, e muitos outros o homenagearam. O político Eduardo Suplicy, fez homenagem, e cantou versos da musica de Daleste "Meu Herói". Em sua página no Facebook, Daleste recebeu diversas homenagens de fãs e de pessoas que não acompanhavam o trabalho dele, mas que ficaram indignadas com o crime.
Fãs de Daleste, reuniram-se na tarde do dia 9 de julho de 2013 no bairro Cambuí, em Campinas, para homenagear o cantor cantando músicas dele. Segundo a Guarda Municipal, cerca de 200 pessoas se concentraram no Teatro de Arena do Centro de Convivência. Em uma das faixas, feitas na hora, os fãs usaram spray para escrever o nome artístico do funkeiro, e, em outra, fizeram referência a uma das músicas do MC, “Mais amor, menos recalque”. O grupo, que se concentrou na escadaria do teatro do Convivência, também cantou, por 10 minutos ininterruptos, uma letra feita em homenagem a Daleste.